# Saint-Romain-sur-Gironde
Saint-Romain-sur-Gironde là một xã trong tỉnh Charente-Maritime trong vùng Nouvelle-Aquitaine, tây nam nước Pháp. Xã Saint-Romain-sur-Gironde nằm ở khu vực có độ cao từ 1-30 mét trên mực nước biển.